# Puchar Niemiec w piłce nożnej (1982/1983)
Puchar Niemiec w piłce nożnej mężczyzn 1982/1983 – 40. edycja rozgrywek mających na celu wyłonienie zdobywcy Pucharu Niemiec, który uzyskał tym samym prawo gry w Pucharze Zdobywców Pucharów (1983/1984). Tym razem trofeum wywalczył FC Köln. Finał został rozegrany na Müngersdorfer Stadion w Kolonii.

## Plan rozgrywek
Rozgrywki szczebla centralnego składały się z 6 części:
- Runda 1: 27 sierpnia–5 października 1982
- Runda 2: 15 października–9 listopada 1982
- Runda 3: 14 grudnia 1982–25 stycznia 1983
- Ćwierćfinał: 12 lutego–8 marca 1983
- Półfinał: 2–4 kwietnia 1983
- Finał: 11 czerwca 1983 na Müngersdorfer Stadion w Kolonii

## Pierwsza runda
Mecze rozegrano od 27 sierpnia do 5 października 1982 roku.
| Drużyna 1                   | Wynik      | Drużyna 2                |
| --------------------------- | ---------- | ------------------------ |
| Hannover 96 (amatorzy)      | 2:3 (dog.) | Bayer 04 Leverkusen      |
| Kickers Offenbach           | 1:3 (dog.) | Fortuna Düsseldorf       |
| SG Wattenscheid 09          | 0:3        | Eintracht Brunszwik      |
| Fortuna Köln                | 2:0        | SC Freiburg              |
| Bayern Hof                  | 0:5        | Arminia Bielefeld        |
| VfL Bochum                  | 3:1        | Karlsruher SC            |
| FSV Frankfurt               | 3:2        | FC Kaiserslautern        |
| Waldhof Mannheim            | 2:0        | Eintracht Frankfurt      |
| FC Köln                     | 3:1        | Bayer Uerdingen          |
| MSV Duisburg                | 1:1 (dog.) | Hamburger SV             |
| Schalke Gelsenkirchen       | 1:0        | Hessen Kassel            |
| Rot-Weiss Essen             | 1:3        | Borussia Dortmund        |
| VfB Wissen                  | 0:4        | Borussia Mönchengladbach |
| Germania Walsrode           | 0:3        | 1. FC Nürnberg           |
| Hertha Zehlendorf           | 2:4 (dog.) | Hertha BSC               |
| Offenburger FV              | 1:4        | Werder Brema             |
| ASV Bergedorf 85            | 1:5 (dog.) | Bayern Monachium         |
| SpVgg Bayreuth              | 3:1        | SpVgg Fürth              |
| FC Ensdorf                  | 1:3        | Union Solingen           |
| SSV Ulm 1846                | 3:1        | TuS Schloß Neuhaus       |
| Arminia Hannover            | 0:2 (dog.) | Eintracht Trewir         |
| Freiburger FC               | 1:1 (dog.) | Rot-Weiss Lüdenscheid    |
| Bayern Monachium (amatorzy) | 5:3 (dog.) | Werder Brema (amatorzy)  |
| Wormatia Worms              | 3:1 (dog.) | Alemannia Aachen         |
| VfL Osnabrück               | 0:2        | VfB Stuttgart            |
| VfB Stuttgart (amatorzy)    | 1:5 (dog.) | Stuttgarter Kickers      |
| Hannover 96                 | 0:4        | SV Darmstadt 98          |
| Bayer Uerdingen (amatorzy)  | 0:3        | KSV Baunatal             |
| SVO Germaringen             | 1:2        | Hammer SpVg              |
| FC Köln (amatorzy)          | 1:3        | 1. FSV Mainz 05          |
| Heider SV                   | 1:1 (dog.) | TSV 1860 Monachium       |
| SV Sandhausen               | 1:3        | Rot-Weiss Oberhausen     |

### Mecze powtórzone
| Drużyna 1             | Wynik | Drużyna 2     |
| --------------------- | ----- | ------------- |
| TSV 1860 Monachium    | 2:1   | Heider SV     |
| Rot-Weiss Lüdenscheid | 2:1   | Freiburger FC |
| Hamburger SV          | 5:0   | MSV Duisburg  |

## Druga runda
Mecze rozegrano od 15 października do 9 listopada 1982 roku.
| Drużyna 1             | Wynik      | Drużyna 2                   |
| --------------------- | ---------- | --------------------------- |
| Rot-Weiss Lüdenscheid | 1:3        | SV Darmstadt 98             |
| Wormatia Worms        | 2:0        | KSV Baunatal                |
| 1. FSV Mainz 05       | 3:6 (dog.) | Schalke Gelsenkirchen       |
| Hammer SpVg           | 1:1 (dog.) | VfL Bochum                  |
| Waldhof Mannheim      | 2:0        | FSV Frankfurt               |
| SSV Ulm 1846          | 0:0 (dog.) | Fortuna Köln                |
| Eintracht Trewir      | 1:2        | Stuttgarter Kickers         |
| TSV 1860 Monachium    | 1:0        | Bayern Monachium (amatorzy) |
| FC Köln               | 3:1        | Bayer 04 Leverkusen         |
| Fortuna Düsseldorf    | 0:2        | VfB Stuttgart               |
| Arminia Bielefeld     | 2:0        | 1. FC Nürnberg              |
| Eintracht Brunszwik   | 2:0        | Bayern Monachium            |
| Hamburger SV          | 3:2        | Werder Brema                |
| Union Solingen        | 0:2        | Borussia Mönchengladbach    |
| SpVgg Bayreuth        | 0:1        | Hertha BSC                  |
| Rot-Weiss Oberhausen  | 0:1        | Borussia Dortmund           |

### Mecze powtórzone
| Drużyna 1    | Wynik | Drużyna 2    |
| ------------ | ----- | ------------ |
| VfL Bochum   | 6:1   | Hammer SpVg  |
| Fortuna Köln | 3:0   | SSV Ulm 1846 |

## Trzecia runda
Mecze rozegrano od 14 grudnia 1982 do 25 stycznia 1983 roku.
| Drużyna 1                | Wynik      | Drużyna 2           |
| ------------------------ | ---------- | ------------------- |
| Eintracht Brunszwik      | 1:2        | Fortuna Köln        |
| Borussia Dortmund        | 4:2        | SV Darmstadt 98     |
| Borussia Mönchengladbach | 1:0        | Waldhof Mannheim    |
| Hertha BSC               | 2:1        | Hamburger SV        |
| Wormatia Worms           | 0:4        | VfB Stuttgart       |
| TSV 1860 Monachium       | 1:3        | VfL Bochum          |
| Schalke Gelsenkirchen    | 2:2 (dog.) | Arminia Bielefeld   |
| FC Köln                  | 5:1        | Stuttgarter Kickers |

### Mecze powtórzone
| Drużyna 1         | Wynik | Drużyna 2             |
| ----------------- | ----- | --------------------- |
| Arminia Bielefeld | 0:1   | Schalke Gelsenkirchen |

## Ćwierćfinały
Mecze rozegrano od 12 lutego do 8 marca 1983 roku.
| Drużyna 1                | Wynik      | Drużyna 2             |
| ------------------------ | ---------- | --------------------- |
| Borussia Mönchengladbach | 2:2 (dog.) | Fortuna Köln          |
| VfB Stuttgart            | 2:0        | Hertha BSC            |
| FC Köln                  | 5:0        | Schalke Gelsenkirchen |
| Borussia Dortmund        | 3:1 (dog.) | VfL Bochum            |

### Mecze powtórzone
| Drużyna 1    | Wynik | Drużyna 2                |
| ------------ | ----- | ------------------------ |
| Fortuna Köln | 2:1   | Borussia Mönchengladbach |

## Półfinały
Mecze rozegrano 2 i 4 kwietnia 1983 roku.
| Drużyna 1    | Wynik      | Drużyna 2         |
| ------------ | ---------- | ----------------- |
| FC Köln      | 3:2 (dog.) | VfB Stuttgart     |
| Fortuna Köln | 5:0        | Borussia Dortmund |

## Finał
| 11 czerwca 1984 16:00 CEST | FC Köln · Littbarski 68' | 1:00:0Raport | Fortuna Köln | Müngersdorfer Stadion, Kolonia Widzów: 61 000 Sędzia: Walter Engel (Reimsbach) |
|                            |                          |              |              |                                                                                |

| FC KÖLN:      |   |                    |  |     |
|               |   |                    |  |     |
| BR            | 1 | Toni Schumacher    |  |     |
| OB            |   | Gerhard Strack (C) |  |     |
| OB            |   | Dieter Prestin     |  |     |
| OB            |   | Paul Steiner       |  |     |
| OB            |   | Herbert Zimmermann |  |     |
| PO            |   | Harald Konopka     |  | 81' |
| PO            |   | Herbert Neumann    |  |     |
| PO            |   | Stephan Engels     |  |     |
| NA            |   | Pierre Littbarski  |  |     |
| NA            |   | Klaus Fischer      |  |     |
| NA            |   | Klaus Allofs       |  | 90' |
| Zmiany:       |   |                    |  |     |
| OB            |   | Holger Willmer     |  | 81' |
| NA            |   | Frank Hartman      |  | 90' |
| Trener:       |   |                    |  |     |
| Rinus Michels |   |                    |  |     |

| FORTUNA KÖLN: |   |                        |  |     |
|               |   |                        |  |     |
| BR            | 1 | Bernd Helmschrot       |  |     |
| OB            |   | Michael Kuntze         |  |     |
| OB            |   | Florian Hinterberger   |  |     |
| OB            |   | Dieter Finkler (C)     |  |     |
| OB            |   | Jürgen Baier           |  |     |
| PO            |   | Hermann-Josef Werres   |  | 71' |
| PO            |   | Hans-Jürgen Gede       |  |     |
| PO            |   | Hannes Linßen          |  |     |
| NA            |   | Bernd Grabosch         |  |     |
| NA            |   | Dieter Schatzschneider |  |     |
| NA            |   | Dieter Lemke           |  |     |
| Zmiany:       |   |                        |  |     |
| PO            |   | Robert Hanschitz       |  | 71' |
| Trener:       |   |                        |  |     |
| Martin Luppen |   |                        |  |     |

| Puchar Niemiec w piłce nożnej 1982–1983 Zwycięzcy |
| ------------------------------------------------- |
| FC Köln 4. Tytuł                                  |